# Antoni Morawski (inżynier)
Antoni Waldemar Morawski – polski inżynier, profesor nauk technicznych.

## Życiorys
W 1975 ukończył studia technologii chemicznej w Politechnice Szczecińskiej, w 1984 obronił pracę doktorską, w 1990 habilitował się na podstawie pracy zatytułowanej Badania żelazowych katalizatorów syntezy amoniaku na bazie iterkalatów grafitu. W 1996 uzyskał tytuł profesora nauk technicznych. Był zatrudniony na Pomorskim Uniwersytecie Medycznym w Szczecinie.
23 czerwca 2023 profesor Antoni Morawski otrzymał tytuł Doktora honoris causa Zachodniopomorskiego Uniwersytetu Technologicznego w Szczecinie.
Pracuje w Zachodniopomorskim Uniwersytecie Technologicznym w Szczecinie.

## Odznaczenia
- Srebrny Medal „Zasłużony dla Nauki Polskiej Sapientia et Veritas” (2023)[4]